# Shimama
Shimama (島間, Shimama) est le nom donné à une zone portuaire peuplée d'environ 1000 habitants, située au sud de l'île de Tanega, sur la côte ouest. La zone fait administrativement partie du bourg de Minamitane. Elle comprend un petit port de pêche, ainsi qu'un port industrialo-commercial. La présence de ce dernier peut s'expliquer par l'absence d'autre ville côtière avant, à 30 kilomètres au nord, la ville de Nishinoomote.